# Jack Brereton
Jack Edgar Brereton est un député du parti conservateur pour Stoke-on-Trent South et un conseiller du conseil municipal de Stoke-on-Trent.

## Biographie
Il est né à Stoke-on-Trent le 13 mai 1991 et grandit dans la région. Il obtient son diplôme en politique et relations internationales à l'Université de Keele en 2012 et poursuit ses études à l'University College de Londres.
Il se présente pour la première fois le 6 mai 2010 au conseil municipal de Stoke on Trent, où il est battu dans le quartier East Valley par le candidat travailliste Matt Wilcox. Un an plus tard, Brereton se représente à nouveau et est élu dans les quartiers de Baddeley, Milton et Norton pour le parti conservateur. Après les élections locales de mai 2015, au cours desquelles il est réélu en tant que conseiller, il est membre du cabinet chargé de la régénération, du patrimoine et des transports au conseil municipal, au sein d'une coalition au pouvoir conservateurs / indépendants. Il cumule ses fonctions de conseiller avec ses études à l'université et, par la suite, avec le poste d'assistant parlementaire du député conservateur de Staffordshire Moorlands Karen Bradley.
Il se présente sans succès à Stoke-on-Trent Central lors d'une élection partielle le 23 février 2017, terminant troisième. Il suscite la polémique avec de fausses déclarations au sujet du bulletin de vote des deux députés du parti travailliste local, ainsi que pour une affiche mal orthographiée du Brexit. Après l'annonce de la tenue d'une élection générale en juin 2017, sa candidature est poussée par son patron, la ministre du Cabinet Karen Bradley, face à Joe Rich, qui a été candidat en 2015. Brereton bat le député travailliste Robert Flello et prend ses fonctions le 9 juin 2017, devenant ainsi le premier conservateur à remporter cette circonscription en plus de 80 ans. À 26 ans, il est le plus jeune député conservateur élu pour la première fois en 2017.
Après avoir été élu député de Stoke South, il continue d'assumer ses fonctions de conseiller local et siège actuellement à sept comités du conseil.